# Rosswald

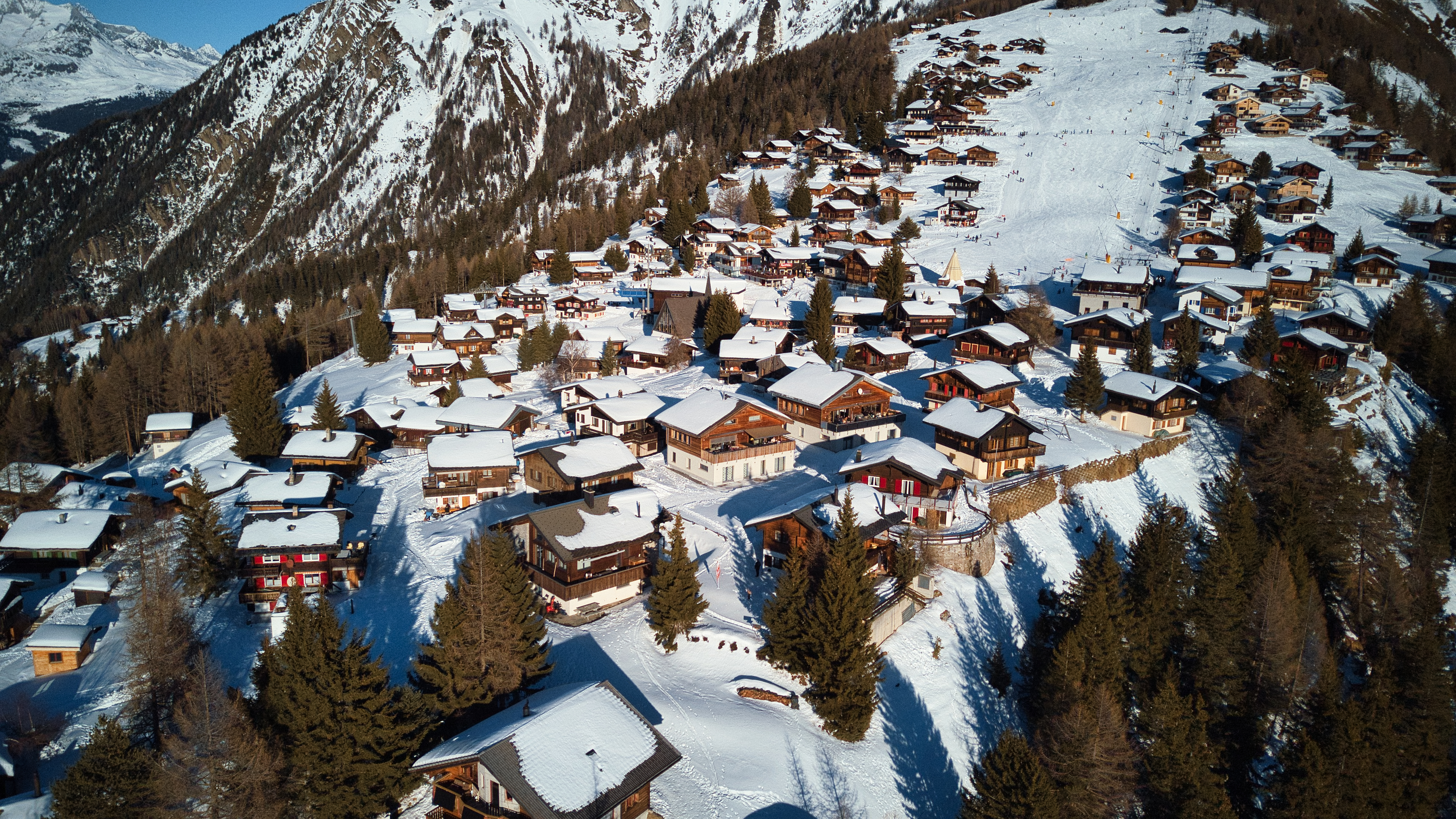
Rosswald Dorfansicht 2024

Rosswald (Walliserdeutsch: Roswaldt) ist eine Ortschaft in der Gemeinde Termen des Bezirks Brig im Kanton Wallis in der Schweiz. Gelegen auf 1800 Metern am Rande des Simplons ist man auf dem Rosswald vor allem auf den Wintertourismus ausgerichtet. So ist der Rosswald im Sommer per Seilbahn (LRR) oder Strasse erreichbar, im Winter hingegen nur mit der Seilbahn, welche die Talstation in Ried-Brig auf rund 1030 Metern hat.

## Geschichte
Erste Dokumente, die von der Region auf dem Rosswald berichten, stammen vom Ende des 19. Jahrhunderts. Früher wurde der Rosswald nur zur Nutzung der Weiden und Alpen gebraucht. Die steilabfallenden Seiten nach dem Gantertal und Ried-Brig wurden intensiv durch die Holzwirtschaft genutzt. Einige Skipioniere, darunter Karl Dellberg, entdeckten den Rosswald Mitte des 20. Jahrhunderts als Skigebiet. Mit dem Aufkommen des Tourismus wurde 1953 die Seilbahn erbaut und die ersten Pisten präpariert. In den 80er wurde die Seilbahn renoviert und das Skigebiet ausgebaut bis auf 2600 Meter. Heute bieten zahlreiche Chalets und ein modernes Skigebiet den Touristen Urlaubsmöglichkeiten in einer autofreien Zone.

## Geografie

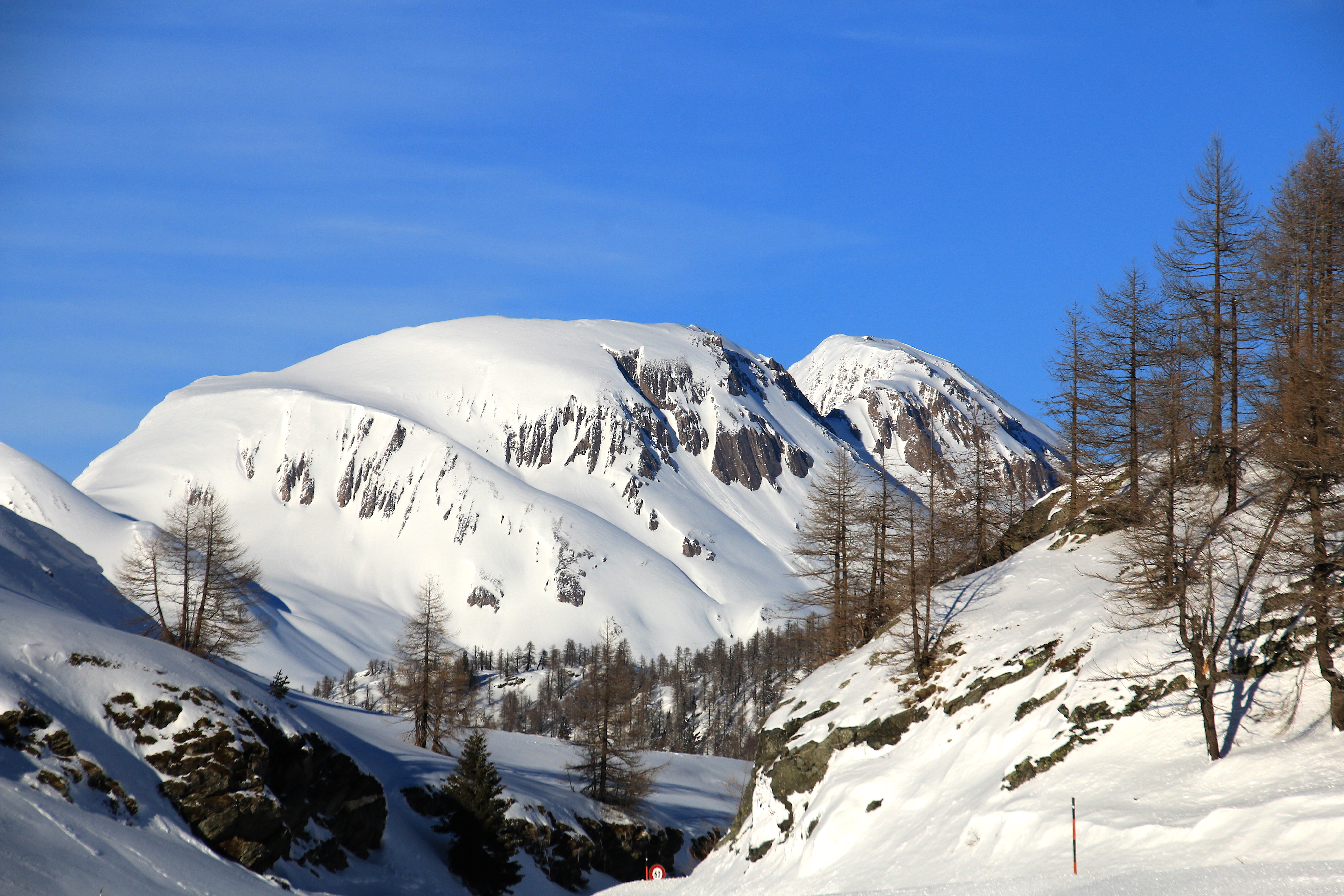
Huwetz vom Simplonpass aus gesehen (2019)

Gelegen ist der Rosswald auf einem Hochplateau nördlich des Monte Leone Massivs. Untergrund ist vor allem Schiefer, wie er in vielen Regionen südöstlich von der Bezirkshauptstadt Brig vorkommt. Daher ist der Boden nicht allzu beständig und es kommt am Südhang immer wieder zu Murgängen. Der höchste Berg der Region ist mit 2923 Metern über Meer der 'Grosse Huwetz'.